# تيم هانكنسون
تيم هانكنسون (بالإنجليزية: Tim Hankinson)‏ هو لاعب كرة قدم ومدرب كرة قدم أمريكي، ولد في 2 فبراير 1955 في مانهاتن في الولايات المتحدة. لعب مع إندي إليفن.